# Ichirō Arishima
Ichirō Arishima (有島 一郎, Arishima Ichirō), de son vrai nom Tadao Oshima (1er mars 1916 - 20 juillet 1987), est un acteur japonais, surtout connu en dehors du Japon pour son rôle de Tako, le promoteur de King Kong dans King Kong contre Godzilla (1962).
Il était surnommé le « Chaplin japonais, ».

## Biographie
Originaire de Nagoya, Arishima perd ses deux parents pendant son adolescence. Sa passion pour le théâtre commence dans son enfance et il déménage à Tokyo en 1936 pour suivre cette voie. Il passe la décennie suivante à travailler dans diverses troupes théâtrales jusqu'à ce qu'il fasse ses débuts au cinéma en 1947 avec la Shōchiku. Il acquiert une certain popularité au Japon après son passage à la Tōhō en 1955,, qui le fait jouer dans deux séries de films très populaires, les Wakadaishō (en) avec Yūzō Kayama et les Shachō avec la troupe comique des Crazy Cats (en). En plus de King Kong contre Godzilla d'Ishirō Honda, Arishima est apparu dans deux films fantastiques de la Tōhō réalisés par Senkichi Taniguchi : Le Défi des géants (en) (1963) et Les Aventures de Takla Makan (ja) (1966). En 1972, il quitte la Tōhō pour devenir un acteur indépendant.
La légère carrure physique d'Arishima contrastait bien avec le comédien corpulent Frankie Sakai, les conduisant former un duo dans plusieurs comédies. Il est également populaire dans plusieurs émissions de télévision, l'un de ses derniers rôles étant celui de Kanō Gorōzaemon, le conseiller du shogun dans Abarenbō Shōgun (en).
Ichirō Arishima a tourné dans plus de 200 films au cinéma entre 1949 et 1985.

## Filmographie partielle

### Cinéma
- 1949 : Kaiketsu hayabusa (快傑ハヤブサ?) de Hideto Hayafusa (ja)
- 1952 : Bakusan no enbun (バクさんの艶聞?) de Tadao Ikeda
- 1952 : Hato (鳩?) de Yoshitarō Nomura
- 1953 : Ojōsan shachō (お嬢さん社長?) de Yūzō Kawashima : Tetsutaro Kaitani
- 1954 : Shichihenge tanuki gotenu (七変化狸御殿?) de Tatsuo Ōsone : Yamizaemon
- 1955 : Midori haruka ni (緑はるかに?) de Umetsugu Inoue
- 1956 : Vampire Moth (吸血蛾, Kyuketsuki-ga?) de Nobuo Nakagawa : Tōru Murakoshi
- 1958 : L'Homme au pousse-pousse (無法松の一生, Muhomatsu no issho?) de Hiroshi Inagaki : le médecin
- 1958 : Ōatari tanukigoten (大当り狸御殿?) de Kōzō Saeki
- 1958 : Jours de congé à Tokyo (東京の休日, Tōkyō no kyūjitsu?) de Kajirō Yamamoto : un photographe
- 1959 : La Naissance du Japon (日本誕生, Nippon tanjō?) de Hiroshi Inagaki : le dieu des Yaoyorozu
- 1961 : Daigaku no wakadaishō (大学の若大将?) de Toshio Sugie : Tanuma Hisataro
- 1962 : King Kong contre Godzilla (キングコング対ゴジラ, Kingukongu tai Gojira?) d'Ishirō Honda : M. Tako
- 1962 : Les 47 Rōnin (忠臣蔵 花の巻 雪の巻, Chūshingura: Hana no maki, yuki no maki?) de Hiroshi Inagaki : Denpachirô Okado
- 1963 : Le Défi des géants (大盗賊, Daitōzoku?) de Senkichi Taniguchi : Sennin
- 1964 : Kimimo shussega dekiru (君も出世ができる?) d'Eizō Sugawa : Ōmori
- 1965 : Chasseurs d'espions (１００発１００中, Hyappatsu hyakuchu?) de Jun Fukuda : l'inspecteur Tezuka
- 1967 : Le Grand Rêve de Kyuchan (九ちゃんのでっかい夢, Kyūchan no dekkai yume?) de Yōji Yamada
- 1970 : L'Embuscade (ja) (待ち伏せ, Machibuse?) de Hiroshi Inagaki : Tokubei
- 1974 : Trois Vieilles Dames (三婆, Sanbaba?) de Noboru Nakamura : Jusuke Seto
- 1979 : Nihon no fikusā (日本の黒幕?) de Yasuo Furuhata : Heikichi Shibuya

### Télévision
- Taikoki (1965) : Sorori Shinzaemon
- Daichūshingura (1971) : Yahei Horibe
- Unmeitōge (1974) : Takuan Sōhō
- Taiyō ni hoero! (1974 ép.85) (1977 ép.240)
- Naruto Hichō (1977–78)
- Hissatsu Shigotonin V (1985 ép.11)